# Équipe cycliste People4you-Unaas
L'équipe cycliste People4you-Unaas était une équipe cycliste suédoise ayant le statut d'équipe continentale. Elle n'a existé qu'en 2013.

## Championnats nationaux
- Championnats de Suède : 1
  - Course en ligne : 2013 (Michael Olsson)

## Classements UCI
L'équipe participe aux circuits continentaux et principalement à des épreuves de l'UCI Europe Tour. Les tableaux ci-dessous présentent les classements de l'équipe sur les différents circuits, ainsi que son meilleur coureur au classement individuel.
UCI Europe Tour
| Saison | Classement par équipes | Meilleur coureur au classement individuel |
| ------ | ---------------------- | ----------------------------------------- |
| 2013   | 39e                    | Fredrik Ludvigsson (63e)                  |

## People4you-Unaas en 2013

### Effectif
| Cycliste                  | Date de naissance | Nationalité | Équipe 2012     |
| ------------------------- | ----------------- | ----------- | --------------- |
| Christian Bertilsson      | 05.09.1991        | Suède       | CykelCity.se    |
| Johan Broberg             | 12.05.1992        | Suède       | CykelCity.se    |
| Linus Dahlberg            | 10.10.1987        | Suède       | OneCo-Mesterhus |
| Alexander Gingsjö         | 23.12.1980        | Suède       |                 |
| Sebastian Ferner Johansen | 09.05.1990        | Norvège     | Argon 18-Unaas  |
| Philip Lindau             | 18.08.1991        | Suède       | CykelCity.se    |
| Fredrik Ludvigsson        | 28.04.1994        | Suède       |                 |
| Michael Olsson            | 04.03.1986        | Suède       | CykelCity.se    |
| Jonas Orset               | 29.09.1990        | Norvège     | Frøy-Trek       |
| Robert Pölder             | 21.06.1991        | Suède       | CykelCity.se    |
| Jo Kogstad Ringheim       | 16.02.1991        | Norvège     | Argon 18-Unaas  |

### Victoires
| Date       | Course                                      | Pays   | Classe | Vainqueur          |
| ---------- | ------------------------------------------- | ------ | ------ | ------------------ |
| 31/03/2013 | 2e étape de la Boucle de l'Artois           | France | 2.2    | Fredrik Ludvigsson |
| 31/03/2013 | Classement général de la Boucle de l'Artois | France | 2.2    | Fredrik Ludvigsson |
| 11/05/2013 | Scandinavian Race Uppsala                   | Suède  | 1.2    | Alexander Gingsjö  |
| 23/06/2013 | Championnat de Suède sur route              | Suède  | CN     | Michael Olsson     |